# Akbar Mirzojew
Akbar Mirzojew (tadż. Акбар Мирзоев, ur. 15 lutego 1939 w Norak, Tadżycka SRR) – tadżycki polityk, inżynier hydrotechnik, muzułmanin. Premier Tadżykistanu od 9 stycznia 1992 do 21 września 1992.